# Эрб, Мари Жозеф
Мари Жозеф Эрб (фр. Marie Joseph Georges Erb; 28 октября 1858, Страсбург — 9 июля 1944, Андлау, Эльзас) — французский композитор, органист и музыкальный педагог.

## Биография
Мари Жозеф Эрб родился в семье, представители которой с 1789 года были органистами в страсбургской церкви Святого Иоанна.
В 1874—1880 гг. учился в Париже в Школе Нидермейера у Гюстава Лефевра и Эжена Жигу, брал также уроки у Камиля Сен-Санса, сдружился со своим соучеником Леоном Боэльманом.
По возвращении в Эльзас в 1882 году основал Эльзасское общество церковной музыки, в том же году опубликовал свои первые композиции — которые, однако, несмотря на работу Эрба органистом, на протяжении более чем двух десятилетий носили исключительно светский характер.
В 1910—1937 гг. преподавал в Страсбургской консерватории орган и композицию (на позднем этапе также фортепиано и теорию музыки), среди его учеников, в частности, Герман Вольфганг фон Вальтерсхаузен и Пауль Отто Мёккель. Мемуарный очерк об Эрбе оставил Альберт Швейцер.